# Platanthera ciliaris
Platanthera ciliaris är en orkidéart som först beskrevs av Carl von Linné, och fick sitt nu gällande namn av John Lindley. Platanthera ciliaris ingår i släktet nattvioler, och familjen orkidéer. Inga underarter finns listade i Catalogue of Life.

## Bildgalleri

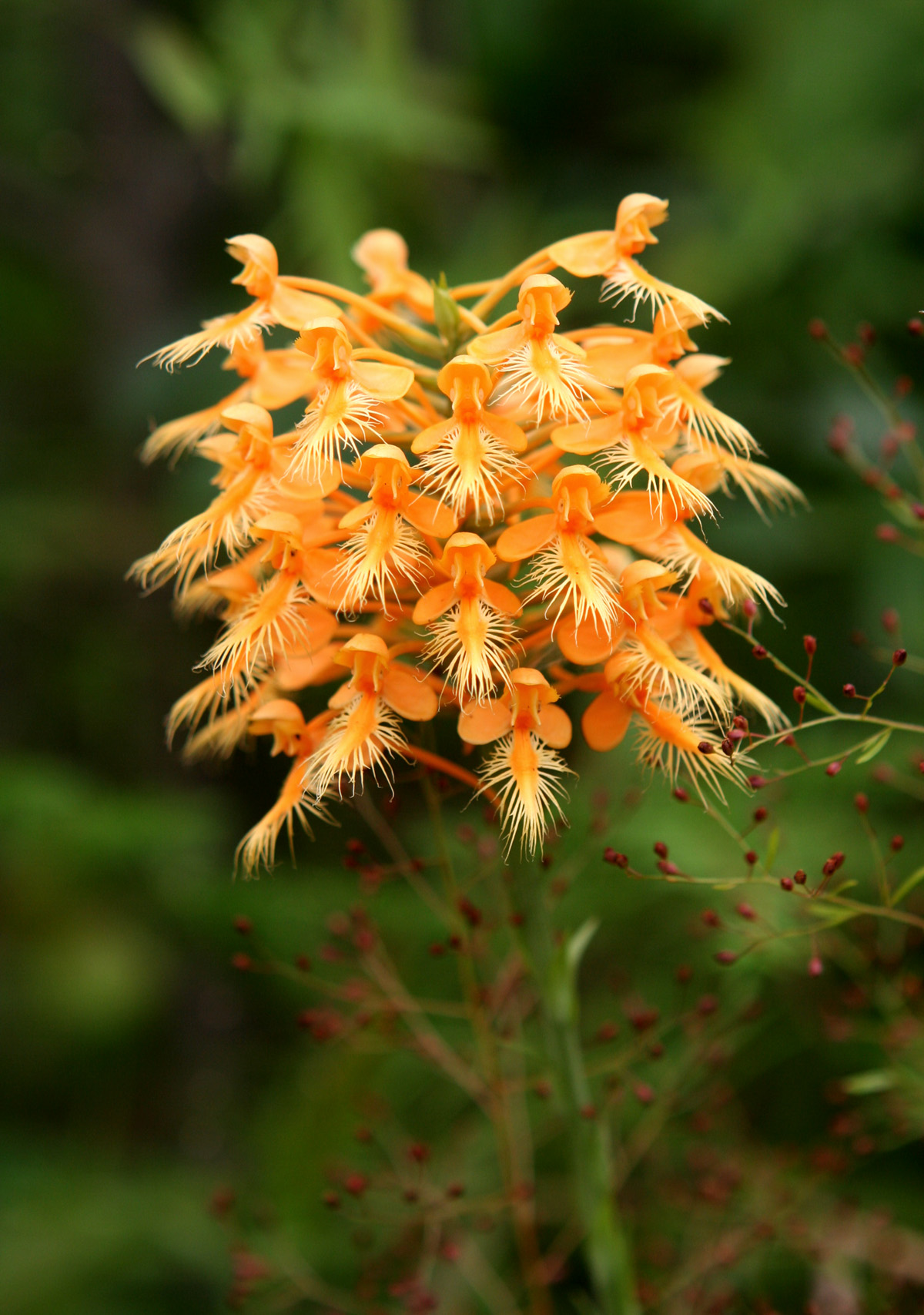
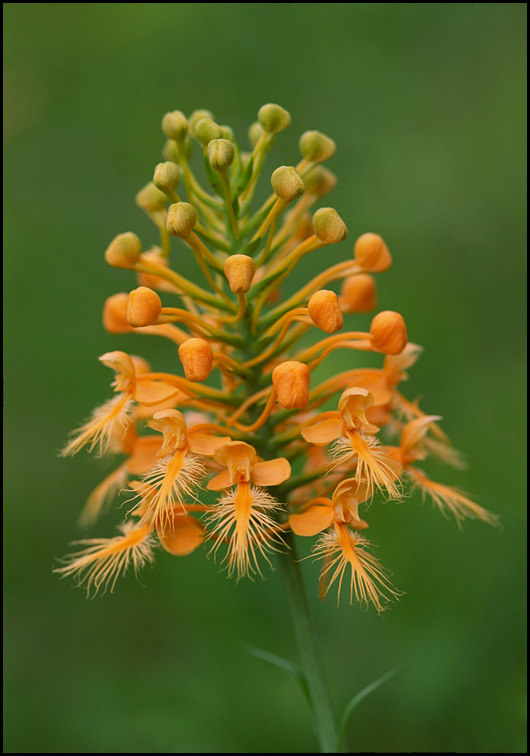
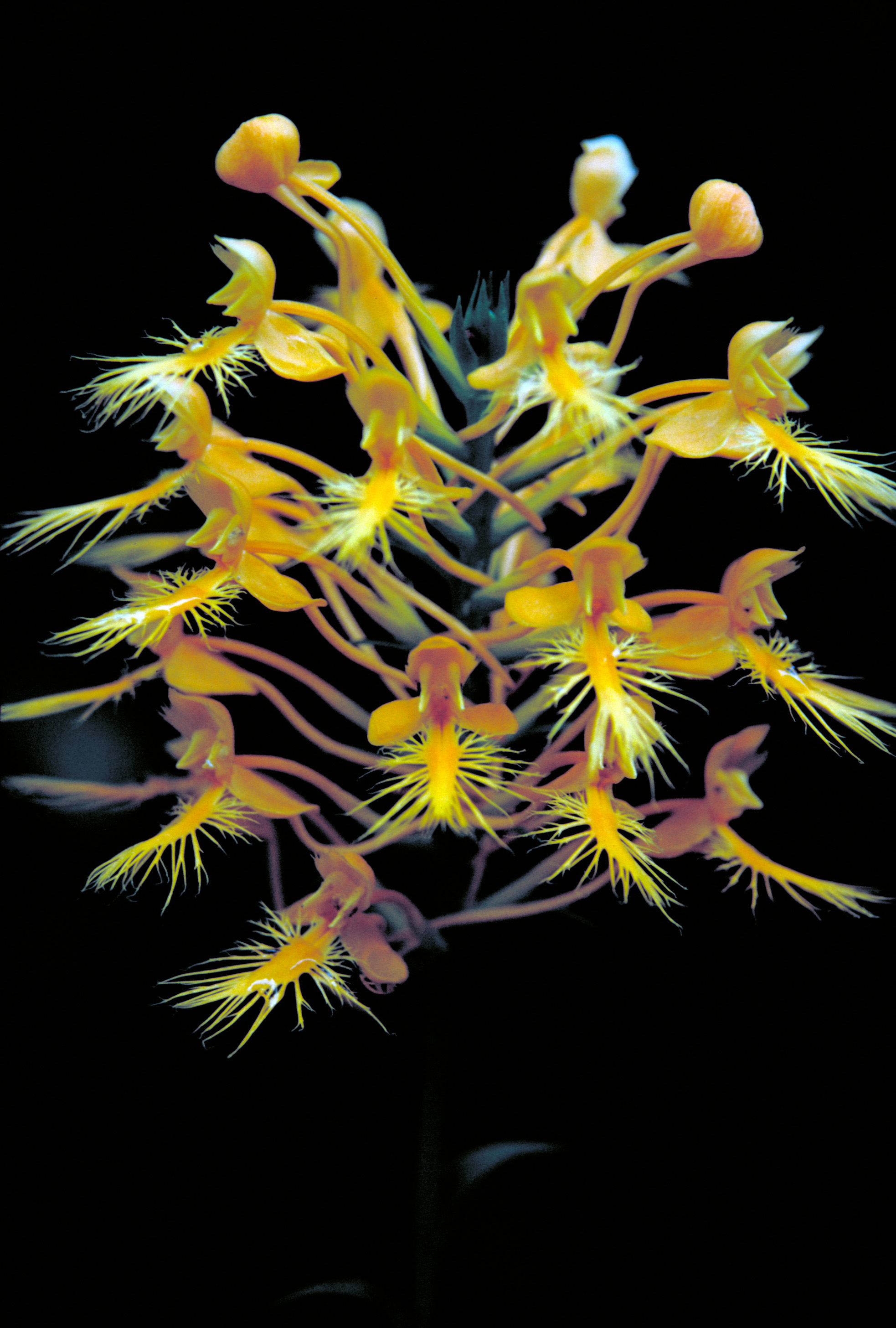
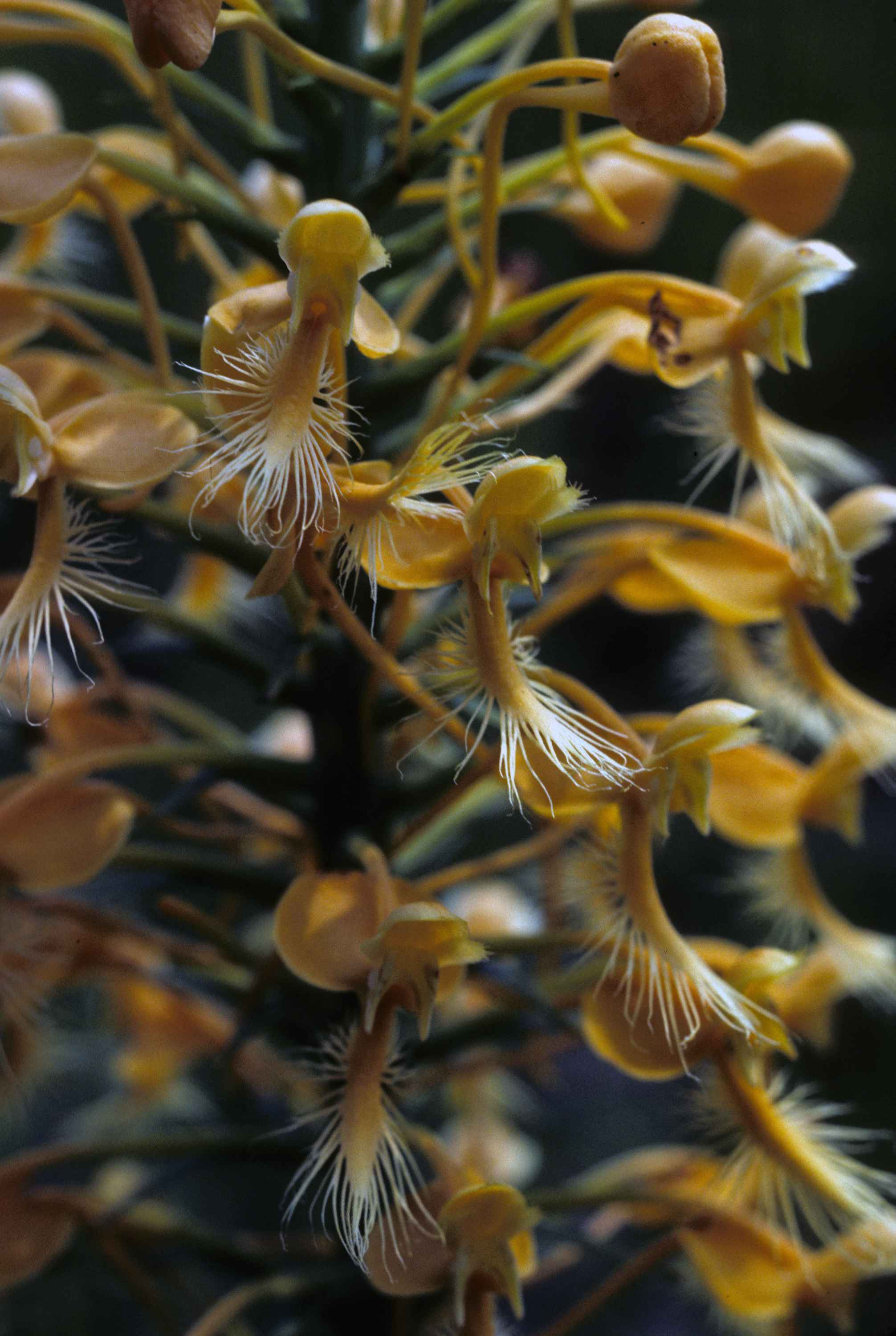
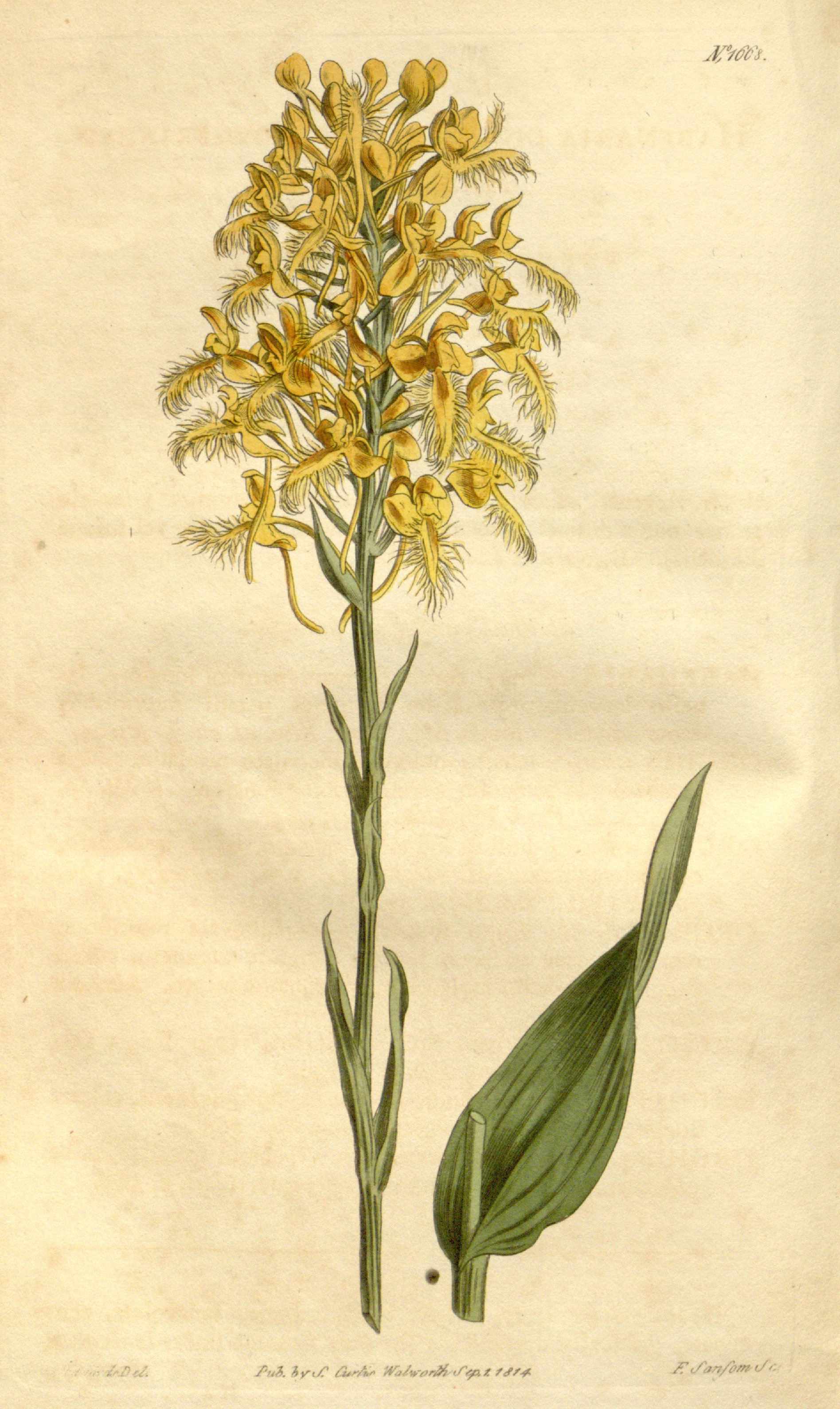